# Lista najdroższych polskich filmów (od 1989)

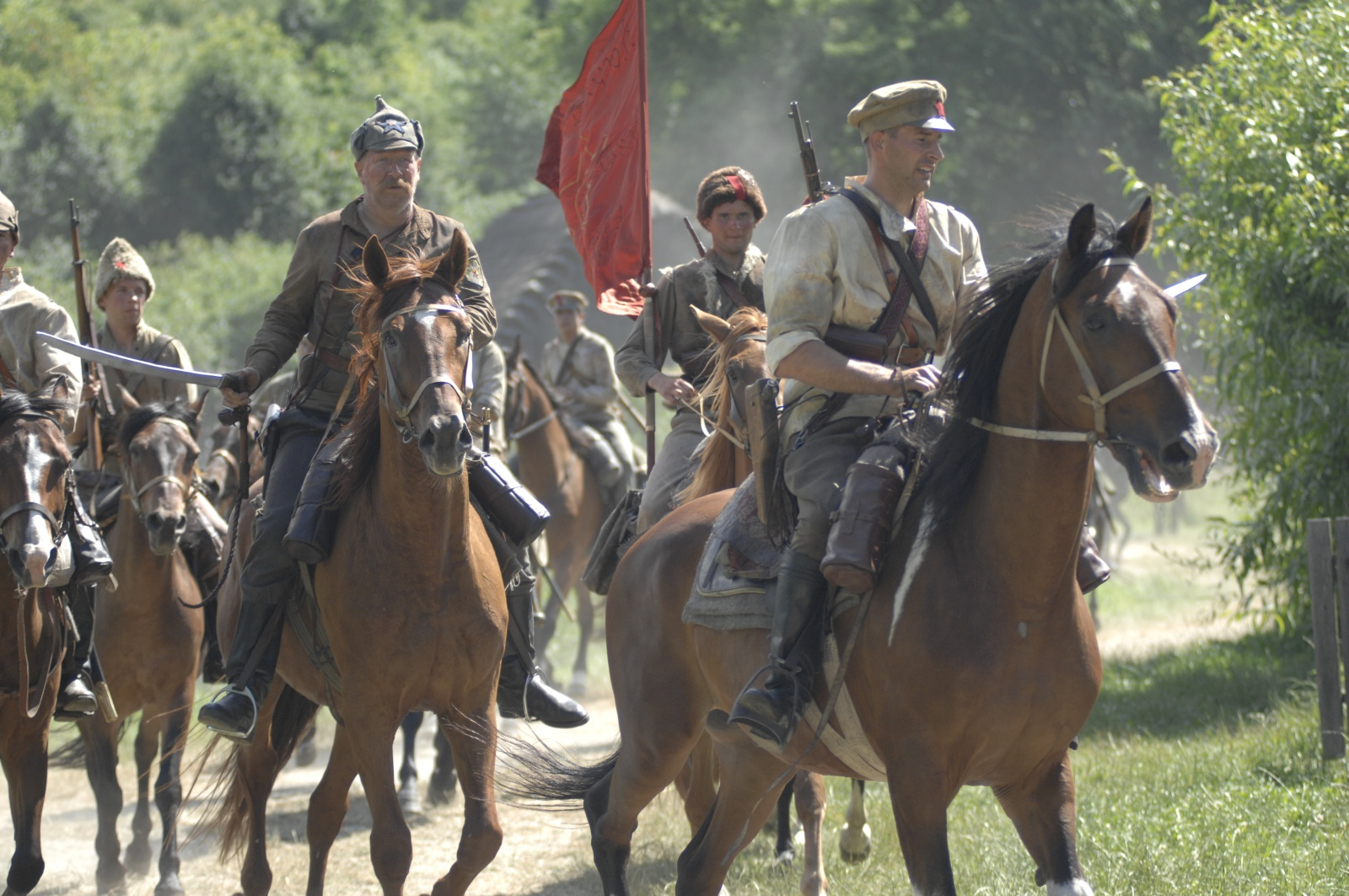
1920 Bitwa warszawska, jeden z najdroższych polskich filmów

Poniżej przedstawiona jest lista fabularnych filmów polskich wyprodukowanych po 1989 roku o największym budżecie produkcyjnym. Jako kryterium doboru przyjęto, iż lista uwzględnia filmy zarówno polskie, jak i stworzone w ramach międzynarodowych koprodukcji, o budżecie liczącym co najmniej 10 milionów złotych.
W 2007 roku polski film kosztował średnio 4 mln złotych, do czego dochodzi zwykle około 1–1,5 mln zł na promocję. Według producentów minimalny koszt produkcji filmu fabularnego w Polsce kształtuje się w granicach 1 miliona złotych. Dużą część pochłaniają zarobki aktorów i reżysera. W 2001 roku stawka za dzień pracy aktora wahała się od 600 do 3000 zł. Standardowe wynagrodzenie reżysera wynosiło 40–50 tys. zł. Jerzy Kawalerowicz za Quo vadis zarobił ponad 100 tys. zł. W 2008 roku stawka dla znanego aktora pracującego przy dużej produkcji filmowej mogła wynieść 1 mln zł.
Budżet jednego z najdroższych filmów w historii kinematografii światowej – Piratów z Karaibów: Na krańcu świata (300 mln dol.), był ponad 12 razy większy od budżetu najdroższego polskiego filmu – Quo vadis. W październiku 2006 roku pojawiły się informacje o planach stworzenia filmu Victoria opowiadającego o odsieczy wiedeńskiej, którego budżet szacowano na 120 mln złotych plus honoraria artystów (łącznie nawet 240 milionów zlotych). Byłby to zatem najdroższy film polskiej kinematografii. Ostatecznie projekt Bitwa pod Wiedniem kosztował 50 mln zł.

## Lista
| Lp. | Tytuł                                     | Rok  | Koszt produkcji (zł) |
| --- | ----------------------------------------- | ---- | -------------------- |
| 1.  | Quo vadis                                 | 2001 | 76 140 000           |
| 2.  | Chopin, Chopin!                           | 2025 | 64 825 000           |
| 3.  | Karol. Papież, który pozostał człowiekiem | 2006 | ok. 48 000 000       |
| 4.  | Bitwa pod Wiedniem                        | 2012 | 44 144 247           |
| 5.  | Raport Pileckiego                         | 2023 | ok. 38 000 000       |
| 6.  | Karol. Człowiek, który został papieżem    | 2005 | ok. 35 000 000       |
| 7.  | Jeszcze dzień życia                       | 2018 | ok. 33 000 000       |
| 8.  | Czerwone maki                             | 2024 | 32 930 309           |
| 9.  | Chłopi (film 2023)                        | 2023 | ok. 30 000 000       |
| 10. | 1920 Bitwa warszawska                     | 2011 | 25 452 198           |
| 11. | Miasto 44                                 | 2014 | 24 823 700           |
| 12. | Hiszpanka                                 | 2015 | 24 663 543           |
| 13. | Ogniem i mieczem                          | 1999 | 24 000 000           |
| 14. | Twój Vincent                              | 2017 | 22 610 841           |
| 15. | Kos (film)                                | 2023 | ok. 22 000 000       |
| 16. | Janosik. Prawdziwa historia               | 2009 | 21 798 693           |
| 17. | Chopin. Pragnienie miłości                | 2001 | 21 150 000           |
| 18. | W ciemności                               | 2011 | 20 505 489           |
| 19. | Przedwiośnie                              | 2001 | 20 400 000           |
| 20. | Wołyń                                     | 2016 | 19 672 075           |
| 21. | Wiedźmin                                  | 2001 | 18 820 000           |
| 22. | Zimna wojna                               | 2018 | 18 263 000           |
| 23. | W pustyni i w puszczy                     | 2001 | 18 000 000           |
| 24. | Wałęsa. Człowiek z nadziei                | 2013 | 17 885 000           |
| 25. | Katyń                                     | 2007 | 16 000 000           |
| 26. | Kamerdyner                                | 2018 | 15 000 000           |
| 27. | Pokot                                     | 2017 | 14 743 193           |
| 28. | Sponsoring                                | 2011 | 14 135 423           |
| 29. | Dywizjon 303. Historia prawdziwa          | 2018 | 14 063 500           |
| 30. | Tajemnica Westerplatte                    | 2013 | 13 542 679           |
| 31. | Essential Killing                         | 2010 | 12 914 798           |
| 32. | Pan Tadeusz                               | 1999 | 12 500 000           |
| 33. | Popiełuszko. Wolność jest w nas           | 2009 | 11 727 452           |
| 34. | Eter                                      | 2018 | 11 575 000           |
| 35. | Stara baśń. Kiedy słońce było bogiem      | 2003 | 11 000 000           |
| 36. | Historia Roja                             | 2016 | 10 500 000           |
| 37. | Kler                                      | 2018 | 10 412 770           |
| 38. | Letnie przesilenie                        | 2014 | 10 389 130           |
| 39. | Fotograf                                  | 2014 | 10 177 349           |
| 40. | Jack Strong                               | 2014 | 10 095 504           |
| 41. | Zemsta                                    | 2002 | 10 000 000           |
| 42. | Smoleńsk                                  | 2016 | ok. 10 000 000       |